# Intergea
Intergea è una casa di produzione cinematografica e teatrale italiana, fondata nel 1997 da Donatella Altieri e Dario Di Mella.

## Storia
Dall'anno della sua fondazione in Puglia ad oggi Intergea ha curato più di ottanta progetti tra produzioni cinematografiche e televisive, documentari, spettacoli teatrali ed eventi musicali . Diversi di tali progetti sono stati realizzati in coproduzione internazionale con paesi come Francia, Germania, Polonia, Irlanda, Stati Uniti, Brasile, Cina.
Nel 2023 ha prodotto per la RAI Go Go Around Italy, una serie televisiva di animazione patrocinata dal Ministero della Cultura che, tra informazione culturale e divertimento, racconta in italiano e in inglese alcune delle più belle località italiane, rivolgendosi al pubblico dei giovanissimi con una particolare attenzione a quello internazionale. Grazie al successo riportato sui canali Raiplay e Rai Yoyo è in fase di preparazione una seconda serie di 20 episodi più 4 puntate speciali.
Nel 2021 ha curato la produzione esecutiva del documentario The Sound of US del regista e compositore statunitense Chris Gero, 12 volte vincitore di un Emmy Award e più volte nominato per lo stesso riconoscimento.. Il documentario, girato nel mezzo della pandemia di COVID-19, è una riflessione sul potere unificante e universale della musica, una celebrazione della speranza e dell'umanità in un mondo alle prese con l'incertezza. Nel 2021 il documentario si è aggiudicato il premio Movie that Matter Award nel corso del Festival di Cannes , mentre nel 2022 ha vinto i premi per le categorie Best Documentary e Best Feature Documentary al Santa Fe Film Festival, nel New Mexico.
Nel 2018 ha curato la produzione esecutiva del film Detetives do Prédio Azul 2: O Mistério Italiano, diretto dalla regista brasiliana Vivianne Jundi e aggiudicatosi il premio di Miglior Film per Ragazzi e una candidatura per la Migliore Colonna Sonora al festival Grande Prêmio do Cinema Brasileiro. Il lungometraggio racconta le avventure di Pippo, Bento e Sol che, durante la più grande fiera di maghi del mondo, si recano in Italia per indagare sulla scomparsa della maga Berenice.
Nel 2016 ha prodotto il documentario Maestro – Alla ricerca della musica nei campi, del regista franco-argentino Alexandre Valenti, lavoro che racconta la storia del pianista e compositore italiano Francesco Lotoro, che da alcuni decenni dedica la sua vita a cercare, ritrovare, archiviare ed eseguire la musica composta nei campi di concentramento durante la Seconda Guerra Mondiale. Il film, che gode dell'alto patrocinio dell'Unesco, è stato proiettato nelle sale cinematografiche in Italia e all'estero, oltre ad essere trasmesso dalla Rai nel gennaio 2017 nell'ambito del ciclo di trasmissioni La grande storia.
Sempre nel 2016 ha prodotto il concerto Songs for Eternity, che ha avuto per protagonista la cantante tedesca Ute Lemper la quale si è cimentata con il repertorio di musiche scritte nei campi di concentramento della Seconda Guerra Mondiale e riscoperte dal pianista Francesco Lotoro. Andato in scena presso il Center for Jewish History di New York, il concerto è stato riproposto in diversi teatri italiani come il Teatro Bibiena di Mantova e il Piccolo Teatro Strehler di Milano.
Nel 2013 ha prodotto il cortometraggio Genesi, diretto da Donatella Altieri, CEO di Intergea nonché regista e sceneggiatrice; un lavoro che si è aggiudicato 41 nomination in vari festival, tra le quali la selezione ai David di Donatello e al Short Film Corner di Cannes, oltre a 21 premi tra i quali il Premio Michelangelo Antonioni per il Miglior Cortometraggio nell'ambito dell'edizione del Bari International Film Festival 2013.. Il corto racconta l’esperienza tragica della morte di un figlio e mostra la via delicata e silenziosa percorsa dal padre per superare il dolore.
In rare occasioni Intergea si è occupata anche di distribuzione cinematografica, come ad es. nel caso del cortometraggio Penalty, diretto nel 2017 da Aldo Iuliano. In questo film, vincitore di oltre 35 premi internazionali tra cui il Globo d'oro per il Miglior Cortometraggio, una partita di calcio tra ragazzi si fa metafora di una spietata lotta per la sopravvivenza, mentre il tema dell'immigrazione diventa una riflessione sulla condizione umana.

## Filmografia parziale

### Cinema
- Detetives do Prédio Azul 2: O Mistério Italiano, regia di Vivianne Jundi - lungometraggio (2018)
- Sassiwood, regia di Antonio Andrisani, Vito Cea - lungometraggio (2020)
- Non credea mirarti, regia di Donatella Altieri - cortometraggio (2010)
- Donna de Paradiso, regia di Donatella Altieri - cortometraggio (2010)
- The signature, regia di Natascia Abbattista - cortometraggio (2010)
- Genesi, regia di Donatella Altieri - cortometraggio (2012)
- Uno di noi, regia di Donatella Altieri, Domenico Laddaga - documentario (2012)
- Niente, regia di Alessandro Porzio (2014)
- Il cielo non cade,  regia di Domenico Laddaga - cortometraggio (2014)
- Francesco Padre ML990, regia di Donatella Altieri - cortometraggio (2014)
- Nuvola, regia di Giulio Mastromauro - cortometraggio (2015)
- Samedi Cinema, regia di Mamadou Dia - cortometraggio (2017)
- Hui He, un soprano dalla via della seta, regia di Niccolò Bruna, Andrea Prandstraller - documentario (2017)
- I Ciacca, regia di Rachele Brancatisano (2018)
- U Muschittieri, regia di Vito Palumbo - cortometraggio (2018)
- Inglorious League, regia di Angelo Pace - cortometraggio (2019)
- Picoftheday, regia di Andrea Beluto - cortometraggio (2019)
- Il primo sguardo, regia di Jacopo Manzari - cortometraggio (2021)
- Tutù, regia di Lorenzo Tiberia - cortometraggio (2021)
- Il violoncello rubato, regia di Esmeralda Calabria - documentario (2021)
- Lunga vita alla vita!, regia di Donatella Altieri - documentario (2021)
- The Sound of Us, regia di Chris Gero - documentario (2021)
- La grande opera, regia di Corrado Punzi - documentario (2021)
- Future Memories, regia di Donatella Altieri - cortometraggio di animazione (2023)

### Televisione
- La misteriosa fiamma della regina Loana (booktrailer del libro di U. Eco), regia di Donatella Altieri - cortometraggio (2008)
- Ferrovie Appulo Lucane. Di ferro e di persone, regia di Donatella Altieri - spot (2012)
- Thun: il dono, regia di Donatella Altieri - spot (2015)
- 21 Gradi, regia di Bernardo Bricca, Andrea Beluto, Angelo Callerame, Andrea Cancellario, Giulio De Arcangelis, Dario Ferrari, Luigi Tilocca  - webserie (2015) [18]
- Welcome to Italy, regia di Terry Paternoster - webserie (2015)
- Rigopiano. Voci dal gelo, regia di Marco Visalberghi - documentario (2017)
- Masserie di Sant'Eramo. Nutrirsi bene è un'arte, regia di Luca Lavopa - spot (2018)
- National Geographic Finish. Combating Desertification In Puglia, regia di Adu Lalouschek - documentario (2020)
- E poi la vita chi te la salva? (per Federazione degli Ordini FNOMCeO), regia di Andrea Ferrante - spot (2020)
- Go Go Around Italy, regia di Francesco Colombo - serie cortometraggi di animazione (2023)
- Book of Mormon Videos, episodio: Jacob Teaches About the Allegory of the Olive Tree, regia di Brandon Christensen - serie (2023)